# Ravinement

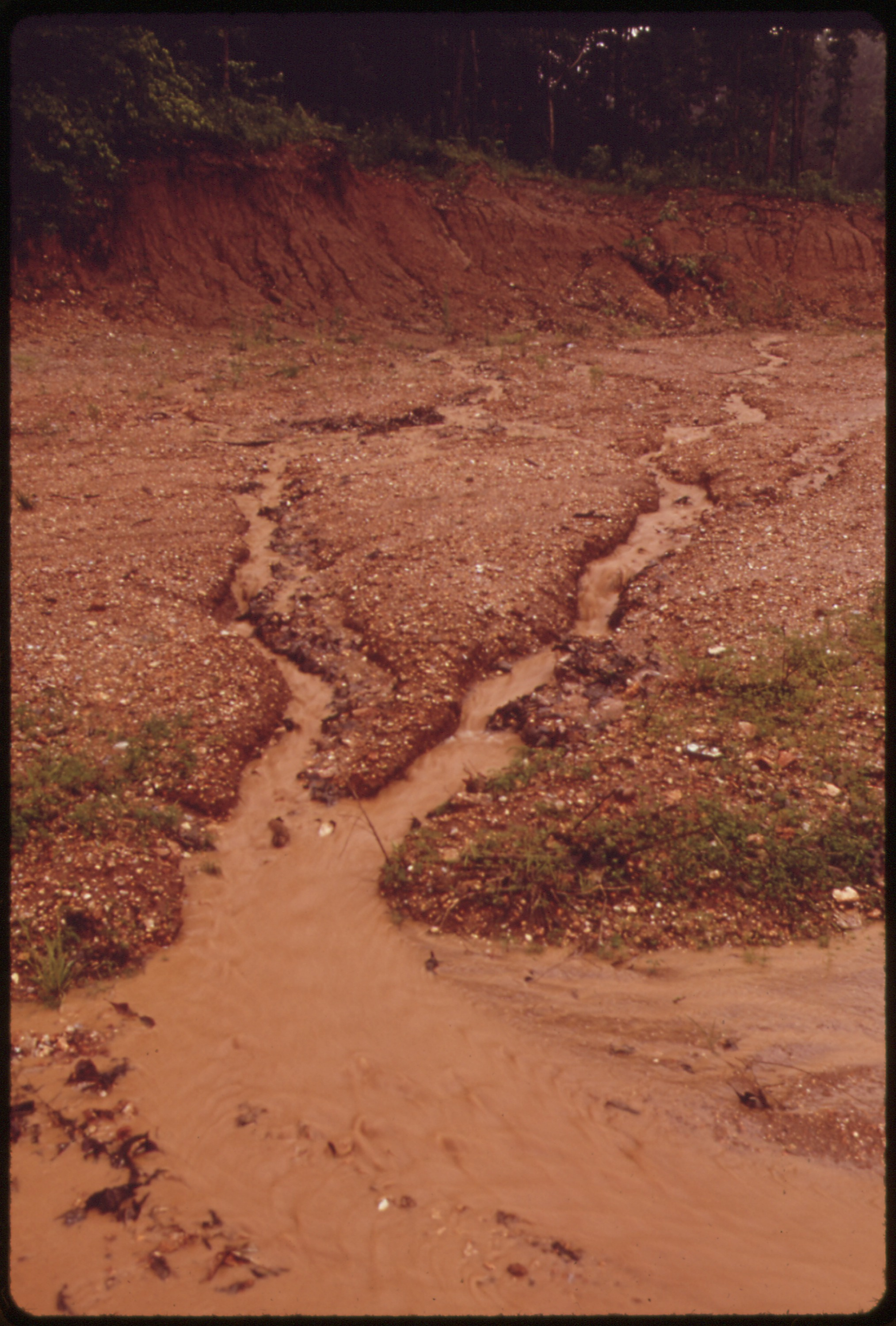
Ravinement à Gravois Mills en juin 1973, dans l'État américain du Missouri, où le sol ne pouvait pas absorber l'eau des précipitations.

Un ravinement est l'érosion soudaine d'un sol meuble ou d'autres surfaces de soutien par un jet d'eau. Ce phénomène se produit habituellement lors d'une forte averse de pluie (une crue soudaine) ou de tout autre type d'inondation par un ruisseau. Ces averses peuvent se produire localement lors d'un orage ou sur une grande surface, par exemple à la suite de l'arrivée à terre (en) d'un cyclone tropical. Si un ravinement se produit dans une formation ressemblant à un cratère, alors il s'agit d'une doline, et il s'agit habituellement d'une conduite principale d'eau ou d'un collecteur pluvial (en) qui fuit ou qui est brisée. D'autres types de dolines, comme les grottes effondrées, ne sont pas des ravinements. 
Des effondrements généralisés peuvent se produire dans les régions montagneuses après de fortes pluies, même dans les ravins normalement secs. Un ravinement grave peut se transformer en glissement de terrain ou causer la rupture d'un barrage dans le cas d'un barrage en remblai. Comme pour d'autres formes d'érosion, la plupart des effondrements peuvent être évités par la végétation dont les racines retiennent le sol et/ou ralentissent l'écoulement des eaux de surface et souterraine. La déforestation augmente le risque de ravinement. Des murs de soutènement et des buses peuvent être utilisés pour essayer d'empêcher l'effondrement, même si des ravinements particulièrement graves peuvent quand même les détruire s'ils ne sont pas assez grands ou solides.

## Effet sur les voies de communication

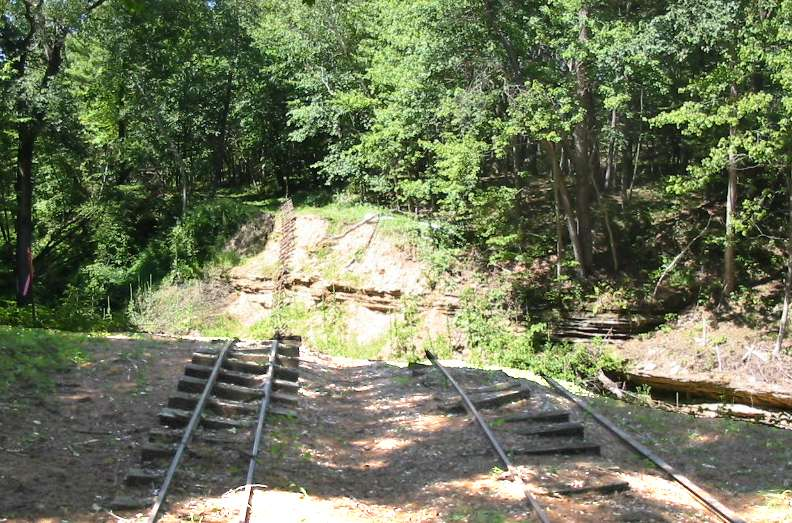
La coupée à Wisconsin Dells à la suite d'un ravinement le 11 juin 2004.

Dans le transport routier et transport ferroviaire, le ravinement est le résultat d'une catastrophe naturelle où la base de la route est érodée par les eaux courantes, en général à la suite d'une inondation. Lorsqu'un ravinement détruit l'emprise d'une voie ferrée, elle reste parfois en suspension en plein air à travers l'espace nouvellement formé, ou bien plonge dans un fossé d'érosion. Il arrive que des ponts s'effondrent en raison de l'affouillement autour d'un ou de plusieurs culées ou piliers de pont.
En 2004, les restes de l'ouragan Frances, puis de l'ouragan Ivan, ont causé un grand nombre d'emportements de sol dans l'ouest de la Caroline du Nord et dans d'autres parties du sud des Appalaches, coupant certaines routes pendant des jours et certaines parties de la Blue Ridge Parkway pendant des mois. D'autres ravinements ont également causé des accidents de train où les voies ferrées ont été sapées sans le savoir. Des automobilistes se sont également retrouvés dans des cours d'eau inondés la nuit, ignorant l'existence d'un nouveau ravinement sur la route devant eux jusqu'à ce qu'il soit trop tard pour freiner, provoquant parfois un sauvetage en eaux vives.

## Source
- (en) Joseph J. Assaad, Yehia Daou et Hadi Salman, « Correlating washout to strength loss of underwater concrete », Proceedings of the Institution of Civil Engineers - Construction Materials, vol. 164, no 3,‎ juin 2011, p. 153–162 (ISSN 1747-650X et 1747-6518, DOI 10.1680/coma800035, lire en ligne, consulté le 1er mai 2018)